# Hans Kaarsberg
Hans Sophus Kaarsberg, född den 26 januari 1854, död den 16 mars 1929, var en dansk läkare och författare. Han var bror till Johannes Kaarsberg.
Kaarsberg, som blev medicine kandidat 1880 och medicine doktor 1889, etablerade sig 1880 som praktiserande läkare och blev 1900 provinsialläkare i Sorö. För att studera sjukdomsförhållandena hos folkslag som inte nåtts av den västerländska civilisationen företog Kaarsberg flera resor, skildrade i Gjennem Stepperne og blandt Kalmykkerne til Hest og med Trespand (1891) och Nordens sidste Nomade (1897). Dessutom skrev han Om Satanismen, Djævlebesværgelse og Hexevæsen (1896), som enligt hans förmenande närmast berodde på hysteri. Slutligen författade han en del noveller, som Daarlige Tider (1887), Fordærvede (1888), Mutterlillen (1889), Folkene paa Nakkebjerg (1895) samt Trange Stier (1899) om nutida folkliv och samhällsförhållanden. Kaarsberg blev 1915 amts- och kretsläkare i Sorö. Han utgav Stort Vildt (1901), For en Vinteraften (1904), Æventyr-digtet om prins Hafiz' Rejse (1907), Vildt og Tæmmet (1915) och Jagt og Jaget (samma år). År 1921 utkom hans livfulla Memoirer. Mot slutet av sitt liv tog han kraftigt till orda mot den samtida feminismen.